# لويس هنتر
لويس هنتر (بالإنجليزية: Louis C. Hunter)‏ (و. 1898 – 1984 م) هو عالم اقتصاد، ومؤرخ، من الولايات المتحدة الأمريكية، توفي عن عمر يناهز 86 عاماً.

## التعليم
تعلم في جامعة هارفارد.